# Jean Commaille
Pour les articles homonymes, voir Commaille.
Jean Commaille ខោខូវប៊យ né le 24 juin 1868 à Marseille en France et mort le 30 avril 1916 à Siem Reap, au Cambodge est un ex-militaire de la Légion étrangère qui renonce à la carrière militaire pour se consacrer au dessin et à la peinture. En 1900, il intègre l'École française d'Extrême-Orient (EFEO) nouvellement créée au titre duquel il réalise un certain nombre de missions dont il s'acquittera avec bonheur, telles l'installation du musée de Saïgon ou, en 1901-1902, de fouilles à Prasat Bassac au sud-est de Phnom Penh.
En 1907, l'EFEO prend la responsabilité d'Angkor, en 1908, Commaille devient officiellement le premier conservateur du site d'Angkor, mission pour laquelle il se dévouera avec beaucoup d'adresse, de dévouement et d'opiniâtreté pendant huit années durant, jusqu'en 1916, date à laquelle, il sera tué par des bandits pour lui dérober la paie de ses ouvriers.
Jean Commaille est l'un des premiers des pionniers qui consacreront leur vie à la renaissance d'Angkor de façon héroïque. Son travail acharné de premier conservateur d'Angkor ne doit pas faire oublier ses talents de peintre fin et respectueux dans ses représentations de l'art khmer.

## Biographie
Jean Narcisse Antoine Eugène Commaille est né le 24 juin 1868 à Marseille, fils ainé de Marie Auguste Antoine Commaille  né le 9 mars 1826 à Saulieu, Côte-d'Or, docteur es science, pharmacien militaire, major à l'hôpital militaire de Marseille, professeur suppléant à l'université d'Alger, Chevalier de la Légion d'Honneur, mort le 2 mai 1876 à Marseille, à l'âge de 50 ans  et de Félicie Alexandrine Davignot née le 29 août 1850 à Alger, Algérie et morte le 17 décembre 1931 à Saint Germain en Laye, Yvelines, à l'âge de 81 ans.
À sa naissance, sa mère a 18 ans, son père 42. Le père de Jean Commaille est à l'origine de certaines découvertes en chimie, notamment en faisant une analyse détaillée du lait avec un autre chimiste, Eugène Millon, ils ont isolé une protéine : la lactoprotéine, ainsi que la caseine. En 1866, Marie Auguste Antoine Commaille a publié des Recherches sur la constitution chimique des substances albuminoïdes. Paris, Martinet, 1 8 6 6 , in-40, 9 2 P.
Lorsque son père décède en 1876, Jean Commaille a 8 ans, sa sœur 7 et son frère 3. Ils sont donc élevés par leur mère.
Jean Commaille, fils de scientifique militaire, à la stature de colosse tel qu'il est décrit dans les biographies de l'EFEO et dans "Renaissance d'Angkor" de Maxime Prodomidès, se destine à une carrière militaire selon la volonté familiale, son frère Félix Commaille (1873-1930) de 5 ans son cadet, étant militaire. Il est élève au lycée militaire de la Flèche ; mais sans pourtant se présenter  à l'École de Saint-Cyr auquel le Prytanée de la Flèche le destinait en toute logique. C'est vers le dessin et la peinture qu'il se sent attiré et souhaite s'orienter.
Cependant, par nécessité et manque de ressource, Jean Commaille doit, malgré tout, se résoudre à s'engager loin de la France, dans la Légion étrangère et en janvier 1896, il devient garde principal de la milice cambodgienne à l'âge de 27 ans. En effet, à cette époque, le roi du Cambodge, S.M. Norodom (1836-1904) couronné le 3 juin 1864, avait dû subir l'installation du protectorat, de ce fait, le contexte était une lutte d'influence entre le Siam et les français au Cambodge qui aboutit à l'éviction du Siam.

### Cambodge
À l'issue de son engagement dans la légion en 1898, Jean Commaille trouve un emploi au Cambodge dans l'administration du Protectorat français du Cambodge, comme commis auxiliaire de comptabilité. C'est une opportunité qui lui permet de visiter des temples khmers et de séjourner notamment à Angkor en 1899.
En 1900, l'Ecole Française d'Extrême Orient (EFEO), qui vient juste d'être créée avec à sa tête Louis Finot (1864-1935), le recrute et il devient secrétaire-trésorier. Une des premières missions est  l'installation du premier musée de Saïgon. Par la suite, en 1902, le siège de l'EFEO et ses services administratifs s'installent à Hanoi, Jean Commaille est chargé alors d'assurer le transfert des collections de Saigon à Hanoi.
En 1900, l'EFEO l'envoie en mission archéologique à Phnom Baset dans la province de Battambang, qui avec Phnom Banon, Wat Ek Phnom (Phnom Aek) Phnom Snœung ont été construits vers le XIème Siècle sous le règne d'Udayādityavarman II (1050-1066).
En 1901 et 1902, l'EFEO et son directeur Louis Finot missionnent également Jean Commaille afin d'organiser une fouille à Prasat Bassac (parfois appelé Basak) plus exactement dans le district de Romduol (ស្រុករំដួល [srok rom-duol]), les ruines étant à 6 km de la province de Svay Rieng, la commune de Ou Rumduol (អូររំដួល [ô rom-duol]) au sud du Cambodge. À l'origine, le Tonlé Bassac ( khmer : ទន្លេបាសាក់) qui signifie deuxième fleuve (Fleuve postérieur) était  la continuation du Tonlé Sap vers la mer et prend le nom de Tonlé Bassac coulait parallèlement au Mékong mais avec les inondations les lits se sont mélangés. Tonlé Bassac devient un des quatre bras (Chatomukh) ou un défluent du Mekong, au sud-est de Phnom Penh, la rivière Bassac coule vers le sud vers le Vietnam où il prend le nom  vietnamien  de Hậu Giang, et la rivière devient beaucoup plus large. Depuis 1997, le Tonlé Sap est une réserve de biosphère considéré comme un site écologique de première importance par l'UNESCO.
Jean Commaille s'acquitte avec succès de sa mission, en effet ces fouilles ont révélé un sanctuaire carré en briques, ouvert à l’est, précédé d’un avant-corps allongé, sept édicules répartis autour de ce sanctuaire, et un mur d’enceinte en briques. Jean Commaille a décrit les fouilles de Bassac avec un inventaire des sculptures et inscriptions provenant du temple de Bassac dans un article du bulletin de l'EFEO de 1902 p260-267
Cet ancien temple en ruines, Prasat Prey Basak, a été détruit pendant la guerre du Vietnam en raison des bombardements massifs de l'armée américaine. Le temple de Prasat Prey Basak a été construit sous l'empire de Funan (khmer : នគរភ្នំ ) aux IIe et IIIe siècles,,. Le temple est daté entre 1900 et 2000 ans av. J.-C. Il est considéré comme le plus ancien Prasat prāsāda" (प्रासाद) du Cambodge car il était antérieur à Chenla à l'époque Funan.

#### Congés sans solde de l'EFEO et Directeur par intérim de l'Imprimerie Schneider

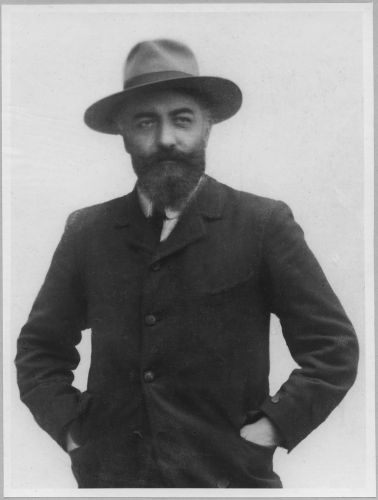
Jean Commaille à Angkor (Archives EFEO)

Cependant, en 1903, Jean Commaille prend un congés sans solde et quitte l'EFEO temporairement pour un travail mieux rémunéré dans l'imprimerie Schneider où il remplace le directeur, avant de retourner dans son administration d'origine, les Services civils.
Henri Parmentier (1871-1949) dans sa note biographique écrite à la mort de Jean Commaille souligne qu'il a un réel talent de chef d'équipe "dotée d'une grande délicatesse" vis à vis de ses équipes avec une "verve humoristique" qui lui permet d'obtenir le meilleur de ses ouvriers cambodgiens dont les compétences de départ s'appliquaient à la culture des champs mais devaient désormais s'appliquer à la restauration des vieilles pierres. Et, tout comme ses successeurs à la conservation d'Angkor, Jean Commaille parle parfaitement le Khmer. Jean Commaille à l'âge de 36 ans, se marie avec Henriette Loustalet, âgée de 22 ans, le 24 septembre 1904 à Hanoï.

### Premier conservateur de 1908 à 1916, l'an I de la renaissance d'Angkor
Henri Mouhot (1826-1861), explorateur, découvre et fait découvrir Angkor, ancienne capitale khmère, en 1859-1860 mais il mourut de malaria et de fièvre jaune en 1861 à l'âge de 34 ans.
La Mission archéologique permanente de l'Indochine est instaurée par un arrêté du 15 décembre 1898 par le gouverneur général de l'Indochine ; Paul Doumer (1857-1932). Le 20 janvier 1900, cette mission devint l'École française d'Extrême-Orient, création entérinée le 24 janvier 1901, par un décret du président de la République française Emile Loubet (1838-1929). De 1905 à 1907, Alfred Foucher (1865-1952) à l'âge de 40 ans succède à Louis Finot (41 ans) à la tête de l'EFEO.
En 1905, Jean Commaille fait la connaissance d'un jeune architecte dont les goûts "fin de Siècle sans céder à la mode sont assez proches siens" comme l'indique Maxime Prodomidès dans la Renaissance d'Angkor, il s'agit d'Henri Marchal, âgé de 27 ans. Surtout que tous deux sont peu amènes avec la hiérarchie surtout lorsqu'elle se teinte de mépris pour les cambodgiens. Henri Marchal décrit ainsi son nouvel ami dans le livre de Prodmidès; "C'est un homme d'une trentaine d'années actif et énergique, d'un caractère artiste mais hautain et d'un tempérament très indépendant. Il avait jugé le milieu colonial en quelques traits"... Tous deux n'appréciaient guère ce milieu colonial. Mais Henri Marchal et Jean Commaille s'appréciaient vraiment et leur amitié leur était précieuse.
En 1907, la rétrocession des provinces de Battambang, Sisophon et de Siem Reap  au Cambodge par le Siam permet d'intégrer les monuments d'Angkor sous la tutelle de l'EFEO,.
Jean Commaille est sollicité pour prendre en charge la veille et l'observation du site en tant que commis des Services civils en mission à Angkor, mis à la disposition du commissaire de Battambang par un arrêté du 4 décembre 1907.
Six mois plus tard en juillet 1908, Claude Eugène Maitre, âgé de 32 ans, directeur titulaire de l'EFEO ayant succédé à Alfred Foucher âgé de 43 ans (reparti vers la Sorbonne), le nomme officiellement le premier conservateur du site, chargé de la conservation et de la restauration des monuments d'Angkor. Pour Louis Finot, âgé de 44 ans, Jean Commaille alors âgé de 40 ans est l'homme de la situation tant la tâche de restauration est immense et complexe. Pour Henri Parmentier, 37 ans chef de l'archéologie à l'EFEO, Jean Commaille est "the right man at the right place".

#### Travaux titanesques de Jean Commaille à Angkor.
Anticipant sa nomination officielle de Conservateur (juillet 1908), dès le début 1908, Jean Commaille avec Étienne Lunet de Lajonquière (1861-1933), âgé de 47 ans, venu à Angkor pour mettre à jour son inventaire des monuments qu'il a entamé des années auparavant, a dressé conjointement une liste des travaux de conservation à réaliser en priorité sur le site, notamment le débroussaillement et le dégagement des édifices ensevelis dans la forêt et les décombres d'Angkor Vat et du Bayon,.

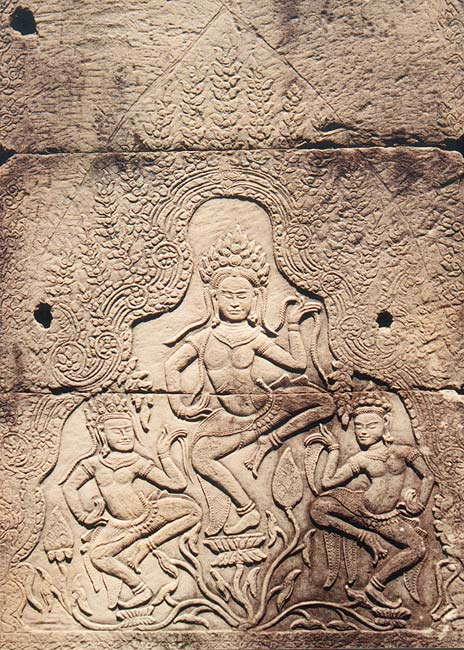
Apsara sur le Bayon.

Les deux hommes quoique très différents malgré leur passé commun d'éducation militaire, collaborent sur Angkor tout en restant distants. Ils parviennent cependant à s'entendre sur des tâches de conservation à mettre en œuvre de façon urgente : débroussaillement des cours intérieures d'Angkor Vat, celles d'Angkor Thom, celles de la terrasse des Éléphants et celles du temple de Phimeanakas. En fait, Lunet de Lajonquière ne s'attendait pas à devoir s'impliquer dans les travaux d'Angkor.

Terrasse des éléphants à Angkor Thom
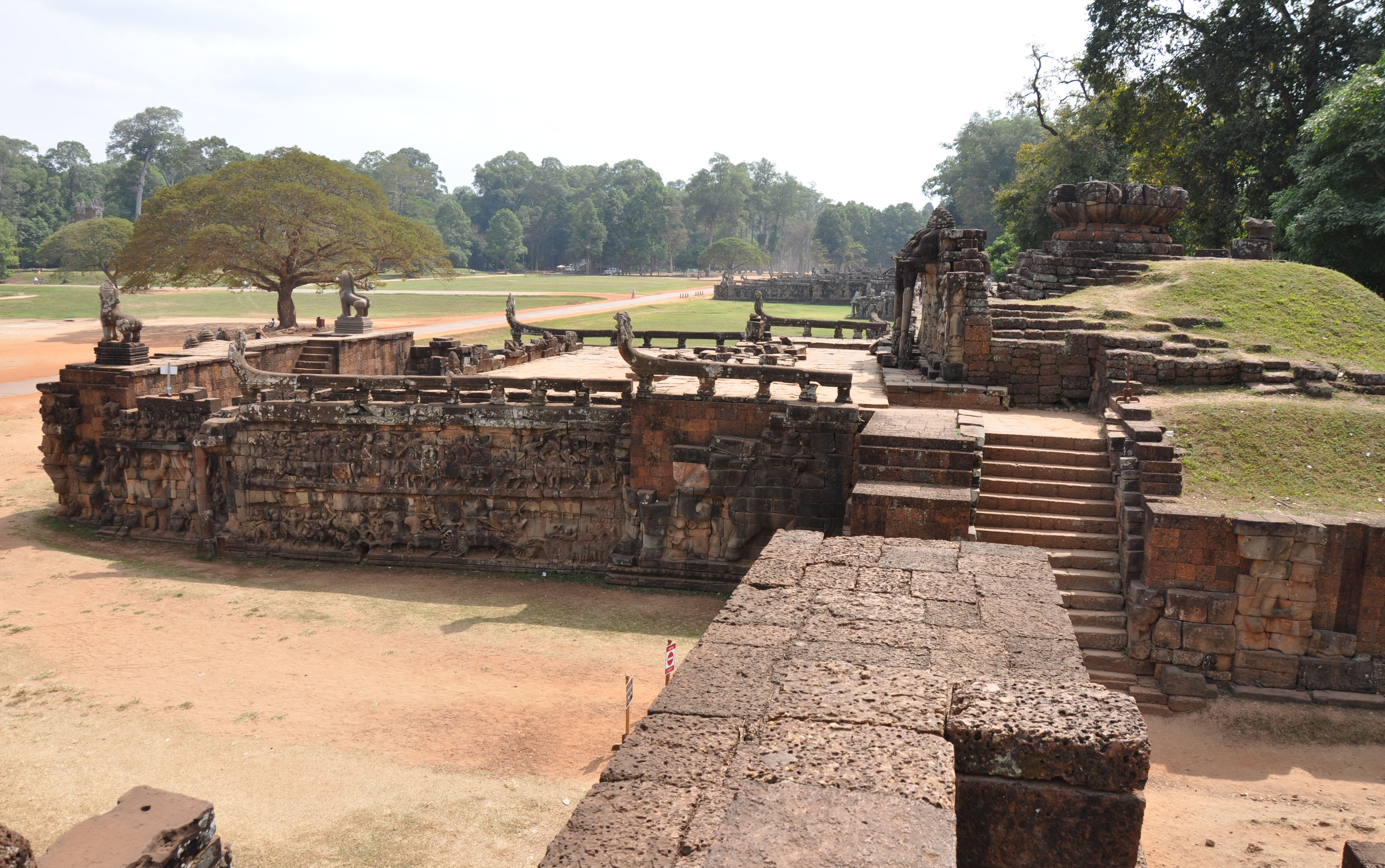
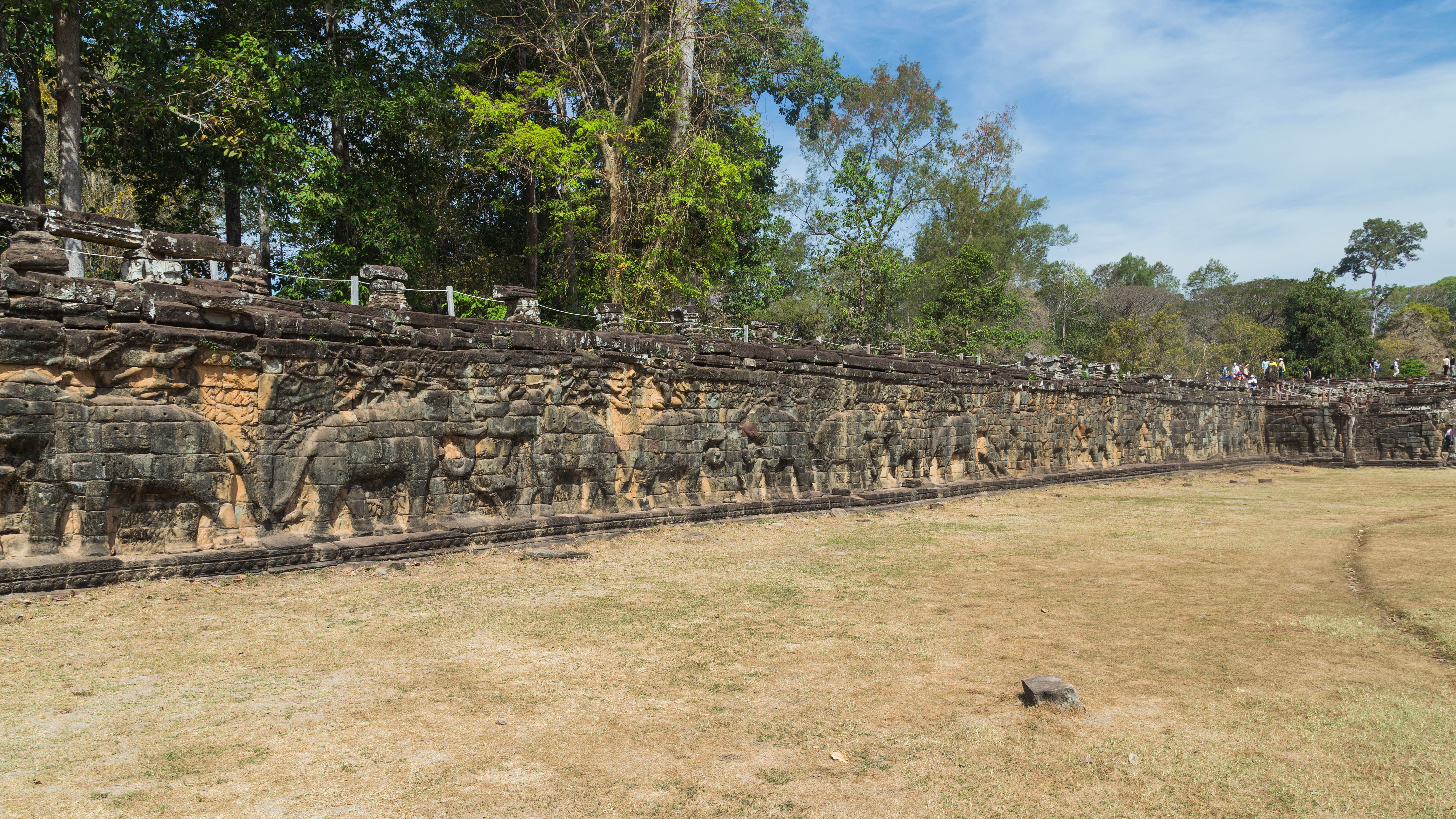

Une fois ces tâches ayant été accomplies, de vraies prouesses, Commaille déplore le départ de Lunet de Lajonquière d'Angkor, site pour lequel lui-même dédiait sa vie et travaillait avec tant d'ardeur, reparti "compléter son inventaire, sans laisser de trace". Source: Angkor : Chronique d'une renaissance, de Maxime Prodromidès.
Mais, Lunet de Jonquière, quant à lui, souhaitait vraiment parvenir au terme de son inventaire des monuments qui durait déjà depuis 8 ans. Henri Parmentier tentera de compenser le départ de Lunet de Lajonquière du mieux qu'il put.

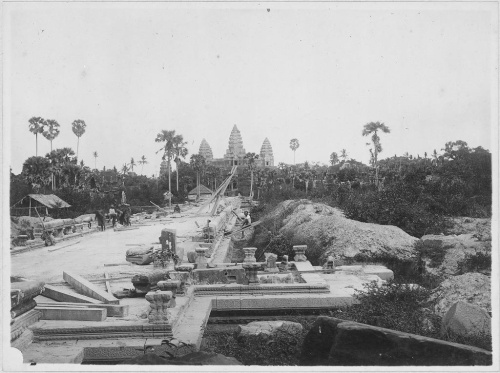
1909 Dégagement de la Chaussée IV d'Angkor Vat par Jean Commaille et son équipe (Archives EFEO)

Dès le mois de janvier 1908, toujours avant sa nomination officielle, Jean Commaille fait parvenir ses premiers rapports mensuels de l'activité sur le site d'Angkor à Hanoï. Ces documents assurent un lien entre la direction de l'École et son conservateur à Angkor ; ils constituent désormais une source essentielle sur les travaux engagés par l'institution naissante. À partir de 1909, ces rapports administratifs sont doublés par la tenue d'un cahier (Journaux de fouilles) dans lequel Commaille consigne consciencieusement et au jour le jour ses activités du conservateur. C'est Jean Commaille qui invite Henri Marchal et sa famille à Angkor pour lui faire découvrir l'architecture khmère. Par la suite, Henri Marchal également à l'âge de 40 ans, deviendra en 1916 le deuxième conservateur d'Angkor.

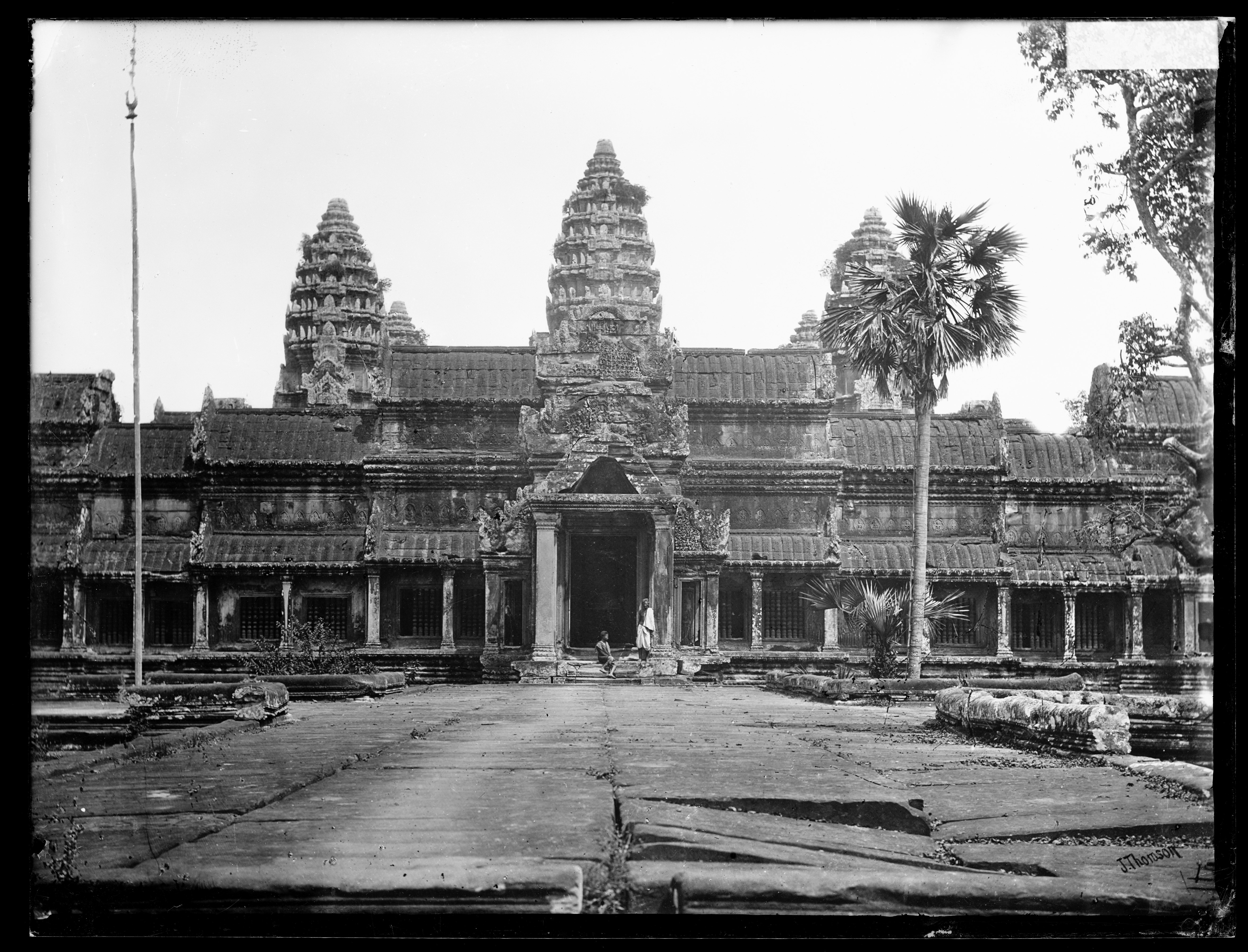
Nakhon Thom à Angkor Wat (Archives EFEO).

Les efforts de Jean Commaille portent principalement sur le dégagement et le débroussaillage d'Angkor Vat (1908-1910) et du Bayon (1911-1914), mais aussi sur les chaussées nord et sud d'Angkor Thom (1910-1912), les Terrasses royales d'Angkor Thom (1911) et les Preah Pithu (1912). Il entreprend enfin, au temple-montagne le Baphûon, le débroussaillement du Bouddha couché (1908), les photographies de ses bas-reliefs (1912) et les premiers sondages (1915).
Le Baphûon qui se dresse majestueusement au sommet d'une colline artificielle, avait pratiquement disparu avant d'être dégagé et consolidé en plusieurs étapes de 1908 à 1918, grâce à Jean Commaille.

Les Terrasses Royales d'Angkor Thom, comprennent la terrasse des Éléphants au Sud et la terrasse du Roi lépreux au Nord, bordent l'Ouest de l'esplanade royale, les Khleangs et les douze tours des Prasat Suor Prat, dites tours des danseuses de cordes la contiennent à l'Est, alors qu'au Sud s'élèvent les tours du Bayon.
En mars 1914, l'EFEO affecte auprès de Jean Commaille un jeune architecte qui a posé sa candidature à l'EFEO, il s'agit de George Demasur (1887-1915). Celui-ci s’initie auprès de Commaille  aux travaux de dégagement et de conservation menés sur le site d'Angkor, Demasur se rend également à Koh Ker et au  Phnom Dei, dont il souhaite entreprendre l’étude. Cependant, lorsque la Première Guerre mondiale éclate, le jeune Demasur demande à être rappelé en France. Dans un premier temps, il est maintenu en poste en Indochine, ensuite, en tant que sergent d’infanterie coloniale, il a pour mission d'instruire les troupes coloniales à Nice. Enfin, il est envoyé sur le front aux Dardanelles, où il trouvera la mort, en 1915 à l'âge de 28 ans,.
Au Bayon, les dégagements opérés par Jean Commaille subsistent encore à notre époque, ces champs de dépose constituent aujourd'hui ce que l'on nomme "les tas Commaille". Dans sa thèse sur les temples "de Ta Prohm au Bayon" qui incluait aussi le Preah Khan ou encore le Banteay Chmar, tous construits sous le règne de Jayavarma VII (1181-1218), le dernier grand souverain Khmer, Olivier Cunin note en 2004 en page 47:
"Les pierres qui encombraient les deux étages supérieurs et la cour intérieure du premier étage du temple ont été regroupées et entassées contre la face extérieure des murs des galeries des bas-reliefs en respectant au mieux le quadrant du monument dont elles étaient issues."
Il note aussi que Jean Commaille a pris grand soin, à l’époque, de placer en parement les pierres comportant un décor (Ph. II-3121.3). D'après O. Cunin, les pierres issues du déversement de la galerie des bas-reliefs vers l’extérieur du monument furent entreposées dans les alentours immédiats de leur point de chute. Dans cette thèse, Olivier Cunin se réfère, entre autres, abondamment aux notes méticuleusement rédigées par Jean Commaille.
Pendant ce temps, les efforts intenses, obstinés et continus montrant la grande opiniâtreté de Jean Commaille vont porter leurs fruits car le réseau hydraulique d'origine d'Angkor réapparait; on constate que les digues et chaussées redessinent le réseau hydraulique initial.

#### Conditions de vie de Jean Commaille à Angkor

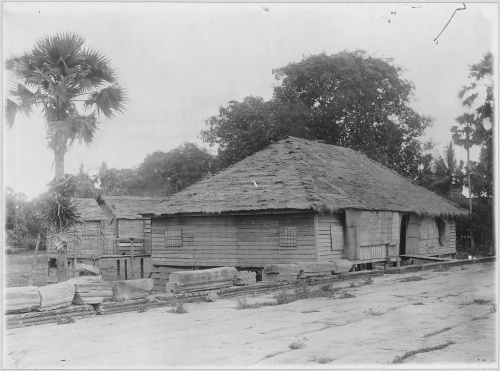
Maison Jean Commaille au bord de la chaussée Ouest d'Angkor Vat (Archives EFEO).

Peintre amateur mais conservateur très volontaire, passionné et déterminé mais isolé de tout, Jean Commaille habite successivement dans un « bungalow » inconfortable planté au bord d'un marais, construit à proximité de la chaussée ouest d'Angkor Vat, et presque sans ravitaillement 

Commaille ne cesse de demander des améliorations nécessaires de son habitat extrêmement vétuste à l'EFEO qu'il n'obtient qu'avec parcimonie à cause d'une administration française pusillanime qui peine à accorder des crédits à l'EFEO non seulement pour son logement, pour des fournitures et équipements indispensables pour exercer au mieux sa fonction mais également pour les chantiers encours malgré des visites enthousiastes du gouverneur général notamment Albert Sarraut (1872-1962) qui promettait d'accorder des crédits beaucoup plus conséquents mais promesses qui peinaient à se concrétiser.

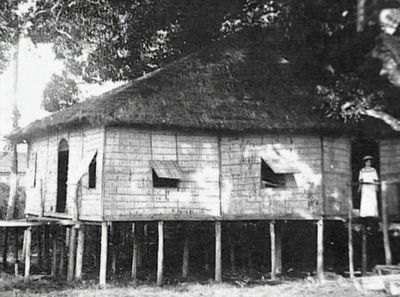
maison de Jean Commaille avec son épouse Henriette (Archive EFEO)

Avec ces conditions vraiment trop spartiates, son épouse, la jeune Madame Commaille, Henriette  Loustalet (1882-1970), qui jouait du piano, ne put supporter davantage que son cher instrument sombre sur le plancher vermoulu du bungalow, et donc repartit pour la France (Source: Angkor : chronique d'une renaissance de l'auteur journaliste Maxime Prodromidès).
Après le départ de sa femme, Jean Commaille habite alors dans une petite maison à Siem Reap qu'il a lui-même construit et qui sera ensuite habité par Henri Marchal et sa famille. (Source: Le secret des temples d'Angkor, documentaire).

Jeanne Leuba (1882-1979), épouse d'Henri Parmentier (1871-1949) mais également exploratrice et écrivain, précieuse organisatrice de Parmentier, lors d'un hommage rendu à l'occasion de la mort d'Henri Marchal le 12 Avril 1970, évoque également avec beaucoup de chaleur et d'émotion la mémoire de Jean Commaille assassiné par des pirates chinois en 1916, et décrit le premier conservateur d'Angkor de la manière suivante :"Jean Commaille, artiste de valeur, travailleur acharné que rien ne rebutait dans la vie très dure alors exigée par ces fonctions."
Ces conditions de vie d'une extrême dureté auxquelles devaient faire face quotidiennement Jean Commaille, pourtant habitué à la "dure" en tant qu'ancien légionnaire, tout en pour menant à bien sa mission, contribuent à faire de lui un héros de la conservation des temps d'Angkor.

### Assassinat de Jean Commaille en 1916
Tandis qu'un samedi, en fin de semaine, il transporte le salaire de ses ouvriers, Jean Commaille est violemment agressé par des bandits le 29 avril 1916. Mortellement blessé, il décède à son domicile de Siem Reap le lendemain, dimanche 30 avril 1916. Parmi ses agresseurs, trois sont retrouvés et condamnés à mort puis exécutés à Phnom Penh. Son serviteur purge 18 mois de prison, après s'être enfui après le meurtre. Ses ouvriers khmers, très attachés à Jean Commaille, porteront le deuil pendant un certain temps.
Jean Commaille est inhumé à proximité du Bayon, dans un caveau surmonté par un pyramidion érigé en sa mémoire dans l'angle sud-ouest du Bayon au milieu des arbres.

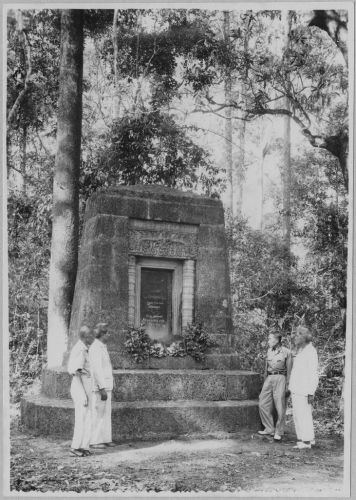
Caveau_de_Jean_Commaille_surmonté_d'un_pyramidion_en_sa_mémoire.jpg (Archives EFEO)

### Rôle de Jean Commaille dans la renaissance d'Angkor
Malgré ses débuts modestes dans l'administration coloniale, Jean Commaille trouve à l'EFEO et à Angkor la possibilité d'accomplir une mission qu'il a mené de main de maître et où il s'est pleinement réalisé.
En effet, par sa formation militaire et ses liens avec les services du Protectorat du Cambodge et celui du Tonkin, Jean Commaille  incarne la représentation de l'École Française d'Extrême Orient à Angkor et son statut officiel. Commaille y impose la précision et la rigidité des méthodes militaires et celles de l'administration coloniale. À l'origine de la Conservation des temples qui sont le joyau du peuple cambodgien, Jean Commaille a su résolument poser les bases de la renaissance du patrimoine architectural khmer au Cambodge. Cette vision est perceptible dans les aquarelles de Jean Commaille, qui offrent avec conviction une image grandiose de monuments abandonnés, auxquels l'action de l'École s'efforce de redonner vie.
Les orientations et les actions remarquables de Jean Commaille permettent à l'EFEO, de trouver sa voie entre une mission administrative et un travail scientifique de restauration de monuments antiques. L'EFEO gagne en notoriété et prend ainsi  une Autorité certaine pour obtenir les moyens d'engager et de poursuivre la mise en valeur, l'étude et la reconstitution des temples du complexe monumental d'Angkor.
L'art Khmer n'acquit pas immédiatement ses lettres de noblesse. En effet, Henri Marchal, son successeur à la conservation,, raconte sur ce point une autre différence entre Lunet de Lajonquière et Jean Commaille, "Lunet de Lajonquière termine son inventaire des Monuments du Cambodge en disant : "La médiocrité de la statuaire cambodgienne nous a été confirmée par ce dernier voyage".
"Jean Commaille quant à lui, trouva au Bayon, en 1913, une belle statue de Buddha assis, qu'ils exposèrent au Musée Albert Sarraut de Phnom Pen. Cela révéla au public une sculpture khmère méritant réellement l'admiration des connaisseurs ; elle eut les honneurs d'un article de l'éminent orientaliste M. Foucher dans le Bulletin de la Commission archéologique de l'Indochine. Inutile d'ajouter que l'impression défavorable des débuts s'est depuis complètement modifiée, et il est admis que l'art khmer peut prendre un rang honorable parmi les autres arts d'Extrême-Asie. II a même, il y a une dizaine d'années, joui d'une très grande vogue sur le marché de Paris."

#### La reconstitution du Baphûon début 2000 possible grâce à Jean Commaille
La reconstitution du Baphûon put être envisagée et mise en œuvre, grâce aux nombreuses photographies prises par Jean Commaille qui furent heureusement envoyées en France, avant la dépose des pierres. En effet, cette dépose avait été opérée par Bernard-Philipe Groslier en 1960 jusqu'en 1971 lors de prise de pouvoir de Pol Pot (1925-1998) et des Khmers rouges, 300 000 pierres étaient étalées sur plus de dix hectares, puis laissées à l'abandon, les conservateurs ayant dû partir dans la précipitation avec l'arrivée des khmers rouges.
À partir des années 2000 avec Jacques Dumarçay  (1926-2020) architecte assistant de Bernard-Philippe Groslier (1926-1986), mais à la retraite, est mandaté pour reconstituer l'immense puzzle laissé sur place, épaulés par de jeunes archéologues-architectes tels Pascal Royère et Christophe Pottier. Ensemble, ils constatèrent que les khmers rouges avaient détruit toutes les archives et les carnets de l'EFEO, et de plus, Bernard-Philippe Groslier ayant succombé d'un arrêt cardiaque en 1986, sur quels éléments se baser pour reconstruire le Baphûon ?    
En fait, grâce à l'aide inespérée des photos, carnets et rapports consignés méticuleusement plus de 80 ans plus tôt par Jean Commaille, que l'opération a été rendue possible. Dumarçay a pu de fait, également faire appel à la technique de la modélisation 3D.
Le relais a ensuite été assuré par ces jeunes architectes Pascal Royère (1965-2014) qui avait 30 ans, puis au décès de ce dernier, par Christophe Pottier.
La restauration de ce temple-montagne, le Baphûon dédié à Shiva et construit sur une colline artificielle sous le règne d'Udayādityavarman II, débutée en 1908 par Jean Commaille est achevée en 2018 soit 110 ans après, avec inauguration du roi du Cambodge Norodom Sihamoni et de François Fillon, alors premier Ministre, a coûté des efforts considérable à une lignée des archéologues architectes de l'EFEO.

## Les peintures de Jean Commaille

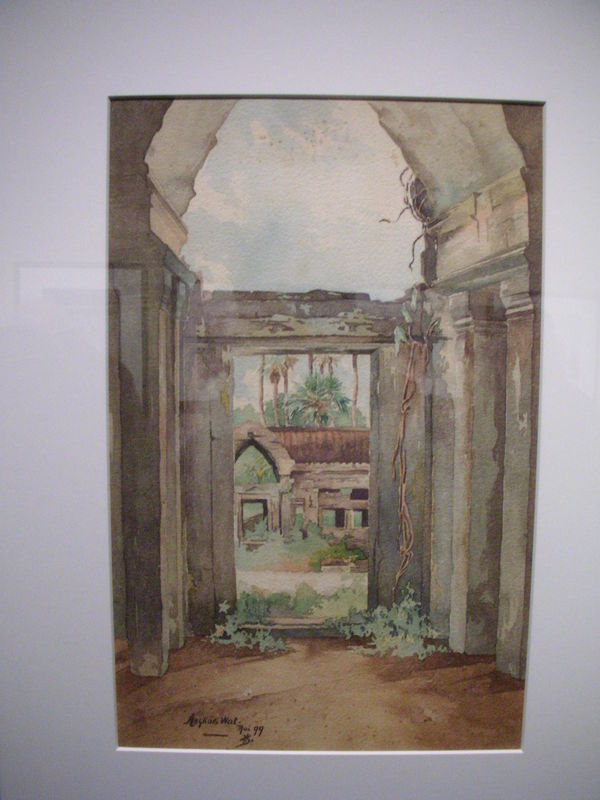
Peinture Jean Commaille (Archives EFEO)

À partir de 1899, Jean Commaille peint ses premières aquarelles des temples khmers à l'occasion de déplacement pour les Services Civils du protectorat pour lesquels, lorsque fraichement débarqué au Cambodge, il commence à travailler avant d'intégrer EFEO en 1900 en tant que secrétaire-trésorier.
Les dessins de Jean Commaille,, témoignent d'un respect scrupuleux et méticuleux de l'architecture des édifices ancestraux suffisamment rare et précieux pour être souligné ; talent quasi inexistant dans l'œuvre des artistes coloniaux de l'époque. En effet, le style de Jean Commaille est plutôt proche des premiers explorateurs qui découvrait émerveillés cette architecture d'une grande magnificence qu'ils décrivaient avec grand soin dans leurs relevés.
"Le peintre Commaille est très consciencieux pour représenter avec une grande finesse et précision l'état exact de ruine des temples : vue objective d'un monument, un tracé d'une grande justesse, rigoureux et délicat de l'architecture khmère..."
Nadine Andre-Pallois dont la thèse de doctorat d'études indiennes et extrême-orientales en 1995 a porté sur l'Indochine : un lieu d'échange culturel ? les peintres français et indochinois (fin XIXe – XXe siècle), inventaire et description de leurs œuvres replacées dans le contexte historique, social et artistique,, lui permet d'avoir une vision claire et avertie sur la peinture de Jean Commaille. C'est ainsi que Nadine Andre-Pallois enseignante-chercheuse en histoire de l'art à l'université de Paris IV Sorbonne (CREOPS) et professeur à l'INALCO décrit l'œuvre de Jean Commaille en 1992 dans un article dans la revue les Arts asiatiques p 29-39 intitulé "Un peintre du dimanche à Angkor : Jean Commaille". Elle indique également :
"Dès 1898, on voit naitre en lui les caractères du conservateur de talent, qui examine le moindre détail avec un œil précis, architectural aussi bien que végétal." 
De plus, Nadine Andre-Pallois indique que "les œuvres originales de Jean Commaille sont conservées à l'EFEO. Elles ont été rachetées à sa veuve dans les années 1950.

## Vie personnelle
Jean Commaille se marie le 24 septembre 1904 à Hanoï, Viêt Nam à l'âge de 36 ans, avec Henriette Julie Loustalet, 22 ans, née le 22 février 1882 à Bidarray, Pyrénées-Atlantiques et morte le 4 août 1970 à  Pau, Pyrénées-Atlantiques à l'âge de 88 ans. Henriette Loustalet s'est remariée le 30 août 1920 à Marseille avec Edmond François Jean.
Jean Commaille a une sœur, Louise Félicie Philippine Commaille, née le 14 novembre 1869 à Marseille et morte le 28 août 1927 à Paris (7e), à l'âge de 58 ans employée au ministère des pensions.
Il a aussi un frère de 5 ans son cadet, Félix Alexandre Auguste Commaille, né le 6 mai 1873 à Marseille, Bouches-du-Rhône, mort le 17 septembre 1930 à Marnes-la-Coquette, Hauts-de-Seine, à l'âge de 57 ans, militaire, chevalier de la Légion d'honneur en 1916.
Sources :
- Naissance ; Jean Commaille, archives départementales des Bouches-du-Rhône, Marseille
- Décès ; site ANOM Siem Reap avec mention marginale
- Union : archives départementales des Bouches-du-Rhône, Registre 2, p. 24/24
- Naissance : Archives de Paris, acte de décès.
- Famille : Archives de Paris.
- Décès : Archives de Paris, p. 18/20.

## Ouvrages
- 1912 Guide aux ruines d'Angkor illustré avec 154 Gravures et 3 Plans, éditeur Hachette et Cie, Paris, 241 Pages

Jean Commaille a publié quelques études d’archéologie cambodgienne :
- 1902 - Les ruines de Bassac (Camboage). (BEFEO, II [1902], p 260-267.)
- 1910 - Les monuments ď Angkor. I. Vue rapide sur les remparts et l’ensemble de l’ancienne ville royale. — H. Le Bayon. — III. Le Baphuon. — IV. Le groupe du Phimeanakas. — v — La Terrasse dite du Roi lépreux. (Revue indochinoise, XIII [1910, 1], p.363-373 ; XIV [1910, и], p. 7-14. 141-151, 340-353 —)
- 1912 - Les ruines ď'Angkor (Cambodge) ; conférence [faite à Marseille le i8" février 1912]. (Bull, de la Soc. de géogr. de Marseille, XXXVI, 1912, p. 36-47.)
- 1912 - Guide aux ruines ď'Angkor. Paris, Hachette, 1912, in-12.
- 1913 - Angkor, avec 44 illustrations. I. Angkor Vat. II. Angkor Thorn. (Ostasiatische Zeitschrift, Jahrg. II, Hefti-2. Berlin, 1913, in-4*.)
- 1913 - Notes sur la décoration cambodgienne. BEFEO, XIII [1913], in, p. 1-38.) XVI. 5